# Ковалевка (Кременчугский район)
Ковалёвка (укр. Ковалівка) — село,
Песчанский сельский совет,
Кременчугский район,
Полтавская область,
Украина.
Код КОАТУУ — 5322483803. Население по переписи 2018 года составляло 127 человек.

## Географическое положение
Село Ковалевка находится в 2,5 км от левого берега реки Днепр,
примыкает к городу Кременчуг и селу Кривуши.
Расстояние до районного центра:Кременчуг:(5 км.), до областного центра:Полтава (101 км.), до столицы:Киев (258 км.), до аэропортов:Полтава (90 км). Ближайшие населенные пункты: Песчаное, Михайлики и Кривуши 3 км.

## История
- В 1911 году на хуторе Ковалевка жило 456 человек.[3]
- Есть на карте 1869 года.[4]